# Jean Spautz

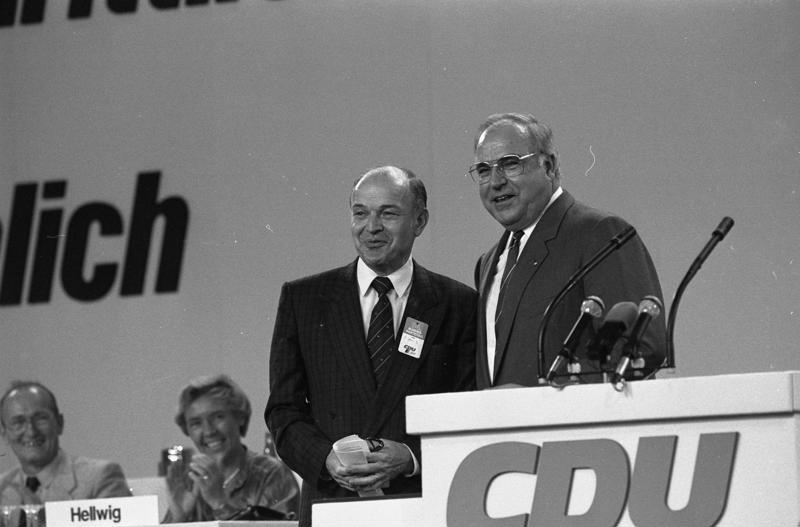
Spautz 1986, mit Helmut Kohl

Jean Spautz (* 9. September 1930 in Schifflingen) ist ein luxemburgischer Politiker (CSV).
Spautz arbeitete als Walzwerkarbeiter bei Arbed-Stahl und war in den 1950er Jahren Präsident der Katholischen Arbeiterjugend. Von 1960 bis 1966 war er Vorsitzender der Jugendsektion der CSV und, danach von 1967 bis 1980 Vorsitzender des Christlichen Gewerkschaftsbunds Luxemburgs. Von 1982 bis 1990 war er Vorsitzender der CSV.
Spautz war von 1964 bis 1980 Mitglied des Gemeinderats von Schifflingen und von 1975 bis 1980 Bürgermeister von Schifflingen. Er ist seit 1959 Mitglied des Chambre des Députés, in dem er 1979 und 1980 Vizepräsident und von 1995 bis 2004 Präsident war. Seit 2004 ist er dort Ehrenpräsident. Von 1980 bis 1989 war er Innenminister sowie Minister für Familie, sozialen Wohnungsbau und soziale Solidarität. Von 1989 bis 1995 war er Innenminister und Minister für Wohnungsbau und Urbanismus.
Spautz war von 1968 bis 1979 Mitglied der Beratenden Versammlung des Europarats und Mitglied der Versammlung der Westeuropäischen Union. Von 1979 bis 1980 und noch einmal von 2004 bis 2009 gehörte er dem Europäischen Parlament an.

## Ehrungen
- 1998: Großkreuz des Päpstlichen Ritterordens des heiligen Gregors des Großen[1]
- 2003: Großkreuz des Ordens der Eichenkrone
- 2004: Großkreuz des Sterns von Rumänien